# تپه‌های نیدآب ۲
تپه‌های نیدآب ۲ مربوط به سده‌های اولیه دوران‌های تاریخی پس از اسلام است و در شهرستان استهبان، بخش مرکزی، شهر ایج، منطقه قاش رضایی، جاده خاکی بید مش باقری، ۲۰۰ متری جنوب شرق تپه‌های نیدآب ۱ واقع شده و این اثر در تاریخ ۱۵ دی ۱۳۸۷ با شمارهٔ ثبت ۲۴۱۹۸ به‌عنوان یکی از آثار ملی ایران به ثبت رسیده است.